# Латвія на Дитячому пісенному конкурсі Євробачення
Латвія на Дитячому пісенному конкурсі Євробачення дебютувала у перший рік його проведення й всього п’ять разів брала участь у конкурсі. Першим представником країни на конкурсі в 2003 році став Дзинтарс Ціца з піснею «Tu Esi Vasarā» (Ти влітку), що посів 9-те місце. Цей результат є найкращим для Латвії на Дитячому Євробаченні
З 2012 року країна відмовляється від участі й з того часу жодного разу не поверталася на конкурс.

## Учасники
Умовні позначення
     Переможець
     Друге місце
     Третє місце
     Четверте місце
     П'яте місце
     Останнє місце
| Рік  | Місце проведення | Учасник                             | Пісня                                                    | Місце | Бали |
| ---- | ---------------- | ----------------------------------- | -------------------------------------------------------- | ----- | ---- |
| 2003 | Копенгаген       | Дзинтарс Ціца                       | «Tu Esi Vasarā» (Ти влітку)                              | 9     | 37   |
| 2004 | Ліллегаммер      | Мартінш Талбергс & C-Stones Juniors | «Balts Vai Melns» (Білий або чорний)                     | 17    | 3    |
| 2005 | Гасселт          | Kids4Rock                           | «Es Esmu Maza Jauka Meitene» (Я маленька гарна дівчинка) | 11    | 50   |
| 2010 | Мінськ           | Шарлот & Sea Stones                 | «Viva La Dance» (Хай живе танець)                        | 10    | 51   |
| 2011 | Єреван           | Аманда Башмакова                    | «Moondog» (Місячний пес)                                 | 13    | 31   |

## Історія голосування (2003-2011)
| №  | Дано                 | Дано | Отримано             | Отримано |
| №  | Країна               | Очок | Країна               | Очок     |
| -- | -------------------- | ---- | -------------------- | -------- |
| 1  | Білорусь             | 42   | Велика Британія      | 16       |
| 2  | Росія                | 28   | Литва                | 15       |
| 3  | Іспанія              | 23   | Білорусь             | 14       |
| 4  | Нідерланди           | 21   | Північна Македонія   | 14       |
| 5  | Румунія              | 17   | Нідерланди           | 12       |
| 6  | Бельгія              | 16   | Мальта               | 11       |
| 7  | Хорватія             | 16   | Хорватія             | 10       |
| 8  | Данія                | 12   | Молдова              | 10       |
| 9  | Литва                | 12   | Україна              | 6        |
| 10 | Швеція               | 12   | Бельгія              | 5        |
| 11 | Норвегія             | 11   | Греція               | 5        |
| 12 | Грузія               | 10   | Грузія               | 5        |
| 13 | Сербія               | 10   | Росія                | 5        |
| 14 | Велика Британія      | 9    | Данія                | 4        |
| 15 | Північна Македонія   | 8    | Норвегія             | 4        |
| 16 | Франція              | 7    | Польща               | 4        |
| 17 | Вірменія             | 6    | Іспанія              | 3        |
| 18 | Молдова              | 6    | Швеція               | 3        |
| 19 | Греція               | 5    | Румунія              | 2        |
| 20 | Кіпр                 | 2    | Сербія та Чорногорія | 2        |
| 21 | Болгарія             | 2    | Болгарія             | ―        |
| 22 | Мальта               | 1    | Вірменія             | ―        |
| 23 | Польща               | ―    | Кіпр                 | ―        |
| 24 | Сербія та Чорногорія | ―    | Сербія               | ―        |
| 25 | Україна              | ―    | Франція              | ―        |